# 上海市市长列表
上海市自民国16年（1927年）7月7日成立以来，即设立市长一职作为地区最高行政长官。此后根据市政府的数次更名，曾更名为督办、公社临时委员会主任、革命委员会主任等。1979年12月起，称为上海市人民政府市长。现任市长为龚正。

## 中华民国时期

### 上海特别市政府市长
上海特别市政府于1927年7月7日成立，1930年7月1日改名上海市政府。
1. 黄郛：1927年7月7日－1927年8月14日
2. 吴震修：1927年8月15日－1927年9月16日（市政府秘书长代理市长职务）
3. 张定璠：1927年9月17日－1929年3月31日
4. 张群：1929年4月1日－1930年6月29日

### 上海市政府市长
1. 张群：1930年7月1日－1932年1月6日
2. 吴铁城：1932年1月7日－1937年3月31日
3. 俞鸿钧：1937年4月1日－7月26日（代理）、7月27日－11月12日（真除）

註：「真除」的意思是由代理职务转为正式职务。

### 日占时期市级当局首长

#### 上海市大道政府市长
1. 苏锡文：1937年12月5日－1938年4月27日

#### 督办上海市政公署督办
1. 苏锡文：1938年4月28日－1938年10月15日

#### 上海特别市政府市长
1. 傅筱庵：1938年10月16日－1940年10月11日（遇刺身亡）
2. 苏锡文：1940年10月11日－1940年11月19日（市政府秘书长代理市长职务）
3. 陈公博：1940年11月20日－1944年11月11日
4. 吴颂皋：1944年11月12日－1945年1月14日（市政府秘书长代理市长职务）
5. 周佛海：1945年1月15日－1945年9月12日

### 上海市政府市长（抗战后）
1. 钱大钧：1945年9月12日－1946年5月19日
2. 吴国桢：1946年5月20日－1949年4月30日
3. 陈良：1949年4月1日－4月30日（上海市政府秘书长代理市长职务）、5月1日－5月24日（真除）
4. 赵祖康：1949年5月24日－1949年5月28日（上海市工务局局长代理市长职务）

## 中华人民共和国时期

### 上海市人民政府市长
1949年5月28日，上海市人民政府成立。
1. 陈毅：1949年5月28日－1955年2月

### 上海市人民委员会市长
1. 陈毅：1955年2月－1958年11月
2. 柯庆施：1958年11月－1965年4月
3. 曹荻秋：1965年11月－1967年2月

1966年8月起因文化大革命，上海市人民委员会实际处于瘫痪状态。1967年2月，被上海人民公社取代。

### 上海人民公社临时委员会主任
1. 张春桥：1967年2月－1967年2月

毛泽东提出“还是叫革命委员会好”后，1967年2月23日，上海人民公社更名上海市革命委员会。

### 上海市革命委员会主任
1. 张春桥：1967年2月－1976年10月
2. 苏振华：1976年10月－1979年1月
3. 彭冲：1979年1月－1979年12月

### 上海市人民政府（1979年设立）市长
1. 彭冲：1979年12月－1980年3月
2. 汪道涵：1981年4月－1985年7月
3. 江泽民：1985年7月－1988年4月
4. 朱镕基：1988年4月－1991年4月
5. 黄菊：1991年4月－1995年2月
6. 徐匡迪：1995年2月－2001年12月
7. 陈良宇：2002年2月－2003年2月
8. 韩正：2003年2月－2012年12月
9. 杨雄：2012年12月－2017年1月
10. 应勇：2017年1月－2020年3月
11. 龚正：2020年3月－